# Ортранд
Ортранд (нем. Ortrand) — город в Германии, в земле Бранденбург.
Входит в состав района Верхний Шпревальд-Лужица. Подчиняется управлению Ортранд.  Население составляет 2265 человек (на 31 декабря 2010 года). Занимает площадь 7,34 км². Официальный код  —  12 0 66 240.
| Год  | Население |
| ---- | --------- |
| 2005 | 2544      |
| 2010 | 2295      |